# 庞索勒
庞索勒（法語：Pensol，法語發音：[pɑ̃sɔl]）是法国新阿基坦大区上维埃纳省的一个市镇，属于罗什舒阿尔区。

## 地理
庞索勒（45°36'38"N, 0°49'33"E）面积15.04 平方千米，位于法国新阿基坦大区上维埃纳省，该省份为法国中西部省份，北起顺时针与安德尔省、克勒兹省、科雷兹省、多爾多涅省、夏朗德省和维埃纳省接壤。
与庞索勒接壤的市镇（或旧市镇、城区）包括：拉沙佩尔蒙特布朗代、圣索-拉库西耶尔、邦迪亚河畔阿布雅、米亚莱、马尔瓦勒。

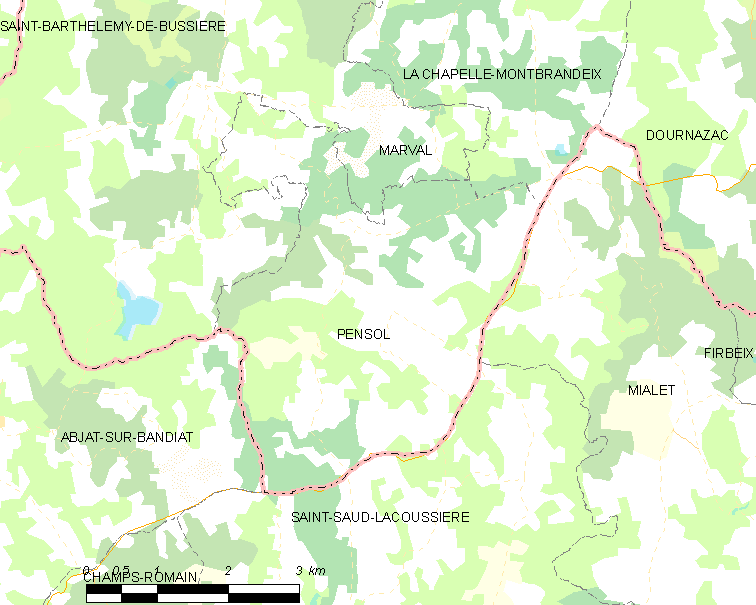
庞索勒的OSM定位图

庞索勒的时区为UTC+01:00、UTC+02:00（夏令时）。

## 行政
庞索勒的邮政编码为87440，INSEE市镇编码为87115。

## 政治
庞索勒所属的省级选区为罗什舒阿尔县。

## 人口

1962-2008年间庞索勒人口变化图示

庞索勒于2022年1月1日时的人口数量为179人。